# Rochefort (Charente-Maritime)
Rochefort – miejscowość i gmina we Francji, w regionie Nowa Akwitania, w departamencie Charente-Maritime.
Według danych na rok 1990 gminę zamieszkiwało 25 561 osób, przy gęstości zaludnienia 1 165 osób/km² (wśród 1467 gmin regionu Poitou-Charentes Rochefort znajduje się na 7 miejscu pod względem liczby ludności, a na 335 pod względem powierzchni).
W 1665 stworzono tam jedną z głównych baz francuskiej floty – na atlantyckim wybrzeżu Francji drugą po Breście, chronioną przez specjalnie wybudowane forty: Énet i Boyard. Jako takie miasto odegrało ważną rolę przez następne 150 lat, głównie w wojnach morskich z Anglią. W XIX wieku Arsenał w Rochefort podupadł i w 1926 został oficjalnie zamknięty. Dziś jego odrestaurowane budynki są atrakcją turystyczną.